# Bébé millionnaire
Pour plus de détails, voir Fiche technique et Distribution.
Bébé millionnaire est un film muet français réalisé par Louis Feuillade et sorti en 1911.
Ce film fait partie de la série des Bébé.

## Fiche technique
- Titre : Bébé millionnaire
- Réalisation : Louis Feuillade
- Scénario : Louis Feuillade
- Société de production : Société des Établissements L. Gaumont
- Pays de production :  France
- Langue : film muet avec les intertitres en français
- Format : Noir et blanc — 35 mm — 1,33:1 — Muet
- Métrage : 170 m
- Genre : Comédie
- Durée : 5 minutes 40
- Date de sortie : 
  - France : février 1911

## Distribution
- René Dary : Bébé (comme Clément Mary)
- Renée Carl : la mère